# John Colgan
John Colgan – hagiograf i historyk irlandzki urodzony w County Donegal w początkach XVII w. Przyłączywszy się do zakonu franciszkanów działał jako profesor teologii na Irish Franciscan College of St. Anthony w Leuven. Prawdopodobna data śmierci 1657.
- Najważniejsze dzieła
  - Acta Sanctorum Hiberniae - praca dotycząca świętych Irlandii (Leuven, 1645)
  - Acta Triadis Thaumaturgae - żywoty św. Patryka, św. Brygidy oraz św. Kolumbana (Leuven, 1647)

Oto pełne tytuły powyższych dzieł:
"Acta Sanctorum veteris et majoris Scotiae, seu Hiberniae, Sanctorum Insulae, partim ex variis per Europam MSS. codd. exscripta, partim ex antiquis monumentis et probatis authoribus eruta et congesta; omnia notis et appendicibus illustrata, per R.P.F. Joannem Colganum, in conventu F.F. Minor. Hibern. Scrictioris Observ., Lovanii, S. Theologiae Lectorem Jubilatum. Nunc primum de eisdem actis juxta ordinem mensium et dierum prodit tomus primus, qui de sacris Hiberniae antiquitatibus est tertius, Januarium, Februarium, et Martium complectens."
"Triadis Thaumaturgæ, seu divorum Patricii, Columbæ, et Brigidæ, trium veteris et majoris Scotiæ, seu Hiberniæ, Sanctorum insulæ, communium patronorum acta, a variis, iisque pervetustis ac Sanctis, authoribus Scripta, ac studio R.P.F. Joannis Colgani, in conventu F.F. Minor. Hibernor, Stritior, Observ., Lovanii, S. Theologiæ Lectoris Jubilati, ex variis bibliothecis collecta, scholiis et commentariis illustrata, et pluribus appendicibus aucta; complectitur tomus secundus sacrarum ejusdem insulæ antiquitatum, nunc primum in lucem prodiens."